# Lijst van rijksmonumenten in Reimerswaal
De gemeente Reimerswaal telt 31 inschrijvingen in het rijksmonumentenregister. Hieronder een overzicht.

## Bath
De plaats Bath telt 2 inschrijvingen in het rijksmonumentenregister.
| Object                                      | Oorspronkelijke functie? | Bouwjaar                        | Architect | Locatie                   | Coördinaten?                  | Nr.?   | Afbeelding        |
| ------------------------------------------- | ------------------------ | ------------------------------- | --------- | ------------------------- | ----------------------------- | ------ | ----------------- |
| Stevig geconstrueerd rechthoekig gebouw     | Militaire opslagplaats   | 1787 (boven poort in voorgevel) |           | Arsenaalstraat 19         | 51° 24' 6" NB, 4° 12' 36" OL  | 32422  | Meer afbeeldingen |
| Spuisluis met ten westen daarvan de spuikom | Waterkering en -doorlaat | 1856-1900                       |           | Ten oosten v.d.Bathsedijk | 51° 24' 36" NB, 4° 13' 17" OL | 511382 | Upload foto       |

## Krabbendijke
De plaats Krabbendijke telt 4 inschrijvingen in het rijksmonumentenregister.
| Object                                                                         | Oorspronkelijke functie?  | Bouwjaar              | Architect | Locatie        | Coördinaten?                 | Nr.?  | Afbeelding        |
| ------------------------------------------------------------------------------ | ------------------------- | --------------------- | --------- | -------------- | ---------------------------- | ----- | ----------------- |
| Dwarspand zonder verdieping onder met pannen gedekt zadeldak tussen puntgevels | Woonhuis                  | laat 18e eeuw         |           | Dorpsstraat 77 | 51° 25' 50" NB, 4° 6' 39" OL | 32413 | Meer afbeeldingen |
| Dwarspand zonder verdieping onder met pannen gedekt zadeldak tussen puntgevels | Boerderij                 | 18e eeuw (kern)       |           | Dorpsstraat 79 | 51° 25' 51" NB, 4° 6' 38" OL | 32414 | Meer afbeeldingen |
| Hervormde Kerk: preekstoel                                                     | Vanwege onderdelen kerk   | eerste kwart 20e eeuw |           | Kerkpad 1      | 51° 25' 53" NB, 4° 6' 40" OL | 32415 | Upload foto       |
| De Rozeboom                                                                    | Industrie- en poldermolen | 1862                  |           | Westweg 17A    | 51° 25' 55" NB, 4° 6' 16" OL | 32416 | Meer afbeeldingen |

## Kruiningen
De plaats Kruiningen telt 12 inschrijvingen in het rijksmonumentenregister. Zie Lijst van rijksmonumenten in Kruiningen voor een overzicht.

## Oostdijk
De plaats Oostdijk telt 1 inschrijving in het rijksmonumentenregister.
| Object | Oorspronkelijke functie? | Bouwjaar     | Architect | Locatie   | Coördinaten?                 | Nr.?  | Afbeelding |
| --- | ------------------------ | ------------ | --------- | --------- | ---------------------------- | ----- | --- |
| Bakstenen woonhuis, gepleisterd aan de plint en rond de voordeur. Aangebouwde schuur met pannen zadeldak en houten topgevellijst. Zomerhuis | Boerderij                | 18e/19e eeuw |           | Bolwerk 5 | 51° 26' 30" NB, 4° 4' 49" OL | 32412 | Bakstenen woonhuis, gepleisterd aan de plint en rond de voordeur. Aangebouwde schuur met pannen zadeldak en houten topgevellijst. Zomerhuis |

## Rilland
De plaats Rilland telt 3 inschrijvingen in het rijksmonumentenregister.
| Object                                | Oorspronkelijke functie?  | Bouwjaar | Architect | Locatie       | Coördinaten?                  | Nr.?   | Afbeelding        |
| ------------------------------------- | ------------------------- | -------- | --------- | ------------- | ----------------------------- | ------ | ----------------- |
| Vrijstaand woonhuis van gele baksteen | Boerderij                 |          |           | Hoofdweg 6    | 51° 24' 57" NB, 4° 10' 56" OL | 32423  | Meer afbeeldingen |
| De Witte Molen                        | Industrie- en poldermolen | 1851     |           | Hontestraat 2 | 51° 25' 6" NB, 4° 11' 2" OL   | 32424  | Meer afbeeldingen |
| Haven Rattekaai                       | Waterweg, werf en haven   | 1856     |           | Middenhof 3   | 51° 26' 2" NB, 4° 14' 28" OL  | 511384 | Haven Rattekaai   |

## Vlake
De plaats Vlake telt 1 inschrijving in het rijksmonumentenregister.
| Object                                                                                             | Oorspronkelijke functie? | Bouwjaar                             | Architect | Locatie | Coördinaten?                 | Nr.?  | Afbeelding  |
| -------------------------------------------------------------------------------------------------- | ------------------------ | ------------------------------------ | --------- | ------- | ---------------------------- | ----- | ----------- |
| Terrein waarin: a. funderingen van het voormalige kerkje van Vlake. b. overblijfselen van bewoning | Archeologisch monument   | a. Middeleeuwen b. 11e eeuw en later |           | Vlake   | 51° 28' 27" NB, 4° 0' 28" OL | 45969 | Upload foto |

## Waarde
De plaats Waarde telt 5 inschrijvingen in het rijksmonumentenregister.
| Object | Oorspronkelijke functie?  | Bouwjaar                        | Architect | Locatie           | Coördinaten?                 | Nr.?   | Afbeelding        |
| --- | ------------------------- | ------------------------------- | --------- | ----------------- | ---------------------------- | ------ | ----------------- |
| De Hoed | Industrie- en poldermolen | 1858/1991                       |           | Havenoordseweg 2B | 51° 25' 30" NB, 4° 4' 21" OL | 32419  | Meer afbeeldingen |
| Nederlands Hervormde Kerk | Kerk en kerkonderdeel     | 1589 (restant)                  |           | Raadhuisstraat 15 | 51° 25' 7" NB, 4° 4' 5" OL   | 32425  | Meer afbeeldingen |
| Toren van de Nederlands Hervormde Kerk. Fors bouwwerk, met haakse steunberen en dubbele galmgaten. Traptoren met decoratieve bekroning | Kerk en kerkonderdeel     | laat 14e eeuw                   |           | Raadhuisstraat 15 | 51° 25' 7" NB, 4° 4' 5" OL   | 32426  | Meer afbeeldingen |
| Gemeentehuis | Bestuursgebouw en onderdl | 1909                            | W. Sterk  | Raadhuisstraat 16 | 51° 25' 5" NB, 4° 4' 2" OL   | 511380 | Gemeentehuis      |
| Terrein met bewoningssporen van het verdronken dorp Valkenisse, kasteel, kerk en kerkhof                                               | Archeologisch monument    | Late-Middeleeuwen - Nieuwe Tijd |           |                   | 51° 24' 12" NB, 4° 5' 46" OL | 519501 | Upload foto       |

## Yerseke
De plaats Yerseke telt 3 inschrijvingen in het rijksmonumentenregister.
| Object | Oorspronkelijke functie?  | Bouwjaar               | Architect        | Locatie     | Coördinaten?                 | Nr.?   | Afbeelding |
| --- | ------------------------- | ---------------------- | ---------------- | ----------- | ---------------------------- | ------ | --- |
| Sint-Odulphuskerk. Restant van middeleeuwse gotische kerk, waarvan het schip in 1532 verbrand is, en de toren in 1821 gesloopt. Het bewaard gebleven koorgedeelte stamt uit de tweede helft van de 15e eeuw. Geheel met ledesteen bekleed. Gewelfde sacristie met verdieping. In de oostwand poortje met memoriesteen, 1603, geflankeerd op de belendende steunberen door schilddragende leeuwtjes | Kerk en kerkonderdeel     | middeleeuwen (restant) |                  | Kerkplein 5 | 51° 29' 32" NB, 4° 2' 58" OL | 32427  | Meer afbeeldingen |
| Gemeentehuis, onder invloed van overgangsarchitectuur | Bestuursgebouw en onderdl | 1914                   | F.G.C. Rothuizen | Kerkplein 1 | 51° 29' 34" NB, 4° 2' 59" OL | 511379 | Meer afbeeldingen |
| Herenhuis met aangrenzend koetshuis, onder invloed van het neoclassicisme. Het pand is gebouwd tegen een dijk; aan de achterzijde is de kelderverdieping zichtbaar | Woonhuis                  | 1877                   |                  | Dam 6       | 51° 30' 6" NB, 4° 2' 33" OL  | 511381 | Herenhuis met aangrenzend koetshuis, onder invloed van het neoclassicisme. Het pand is gebouwd tegen een dijk; aan de achterzijde is de kelderverdieping zichtbaar |

Borsele ·
Goes ·
Hulst ·
Kapelle ·
Middelburg ·
Noord-Beveland ·
Reimerswaal ·
Schouwen-Duiveland ·
Sluis ·
Terneuzen ·
Tholen ·
Veere ·
Vlissingen